# دومينيك بيرغر
دومينيك بيرغر (بالإنجليزية: Dominic Berger)‏ هو منافس ألعاب قوى أمريكي، ولد في 19 مايو 1986.

## وصلات خارجية
- الموقع الرسمي
- دومينيك بيرغر على موقع الاتحاد الدولي لألعاب القوى (الإنجليزية)
- دومينيك بيرغر على موقع الدوري الماسي (الإنجليزية)